# Reggae Greats: Lee „Scratch” Perry
A Reggae Greats egy 1985-ös válogatáslemez  Lee "Scratch" Perry  Black Ark Studio korszakából.

## Számok
1. The Heptones – Party Time
2. Junior Murvin – Police & Thieves
3. Keith Rowe – Groovy Situation
4. Lee Perry – Soul Fire
5. Max Romeo – War In A Babylon
6. Jah Lion – Wisdom
7. George Faith – To Be A Lover
8. Lee Perry – Roast Fish & Cornbread
9. Prince Jazzbo – Croaking Lizard
10. Lee Perry – Dreadlocks In Moonlight